# Badami
Badami (kannada: ಬದಾಮಿ), anteriorment Vatapi, és un municipi a la taluka del mateix nom al districte de Bagalkot de Karnataka, a l'Índia. Era la capital reial dels Chalukya de Badami des de 540 a 757. És famosa pels temples llaurats a la roca i altres temples estructurals. Està situat en un barranc al peu d'uns turons que envolten el llac Agastya.

## Etimologia
El nom que Vatapi té origen en la llegenda Vatapi de Ramayana sobre Sage Agastya. Hi havia dos germans dimonis, Vatapi i Ilvala. Mataven a tots els captaires enganyant-los d'una manera estranya. Ilvala el més vell convertia a Vatapi en un be i oferiria la seva carn al convidat. Tan aviat com la persona mengave la carn, Ilvala cridavaa el nom de Vatapi que el feia retornar de la terra baixa i Vatapi emergia a través del cos de la persona, matant-lo. El seu truc funcionava fins que Saga Agastya els contrarestava digerint Vatapi abans que Ilvala pogués anomenar-lo, i així va acabar la vida de Vatapi. Dos dels turons a Badami representen els dimonis Vatapi i Ilvala.

## Història

Extensió de l'Imperi dels Chalukya de Badami 636-740

Badami fou la capital dels primers Chalukyes, que governaven bona part de Karnataka i Andhra Pradesh entre els segles vi i viii. Fou fundava el 540 per Pulakesi I (535-566) primer governant dels Chalukyes. Els seus fills Kirthivarman (567-598) i el seu germà Mangalesha I (598-610) construïren els temples excavats. El més gran dels reis, Pulakesi II (610-642) que va derrotar molts reis, fracassava a capturar la capital dels Pal·lava Kanchipuram.
Els temples de la roca de Badami s'esculpiren principalment entre els segles vi i viii. Els quatre temples de coves representen la natura secular dels governants de llavors, amb tolerància i un seguiment religiós que s'inclinava cap a l'hinduisme, budisme i jainisme. La cova 1 és dedicada Xiva, i les coves 2 i 3 estan dedicades a Vixnu, mentre que la cova 4 exhibei relleus jainistes tirthankares. Cavernes profundes amb imatges obertes de les diverses encarnacions de déus hindús estan escampats a l'altre costat de l'àrea, sota blocs i en l'argila vermella. D'una perspectiva arquitectònica i arqueològica, proporcionen evidència crítica dels primers estils i etapes de l'arquitectura índia del sud.
Els Pal·laves sota el rei Narasimhavarman I (també anomenat Mamalla Pallava) va capturar la zona el 642. Vikramaditya I dels Chalukyes va expulsar els pal·laves el 654 i dirigia un atac reeixit a Kanchipuram, la capital Pal·lava. Els Rashtrakutes absorbien Karnataka incloent Badami al voltant de 757 i la ciutat perdia la seva importància. Els Chalukyes posteriors de Kalyani els derrotaven i podien dominar la regió de 973 a 1189, quan fou ocupada pels Hoysales.
Després va passar a Vijayanagar, als adilshàhides, als nawabs de Savanur, als marathes i a Haider Ali. Els britànics la van incorporar a la Presidència de Bombai.

### Inscripcions

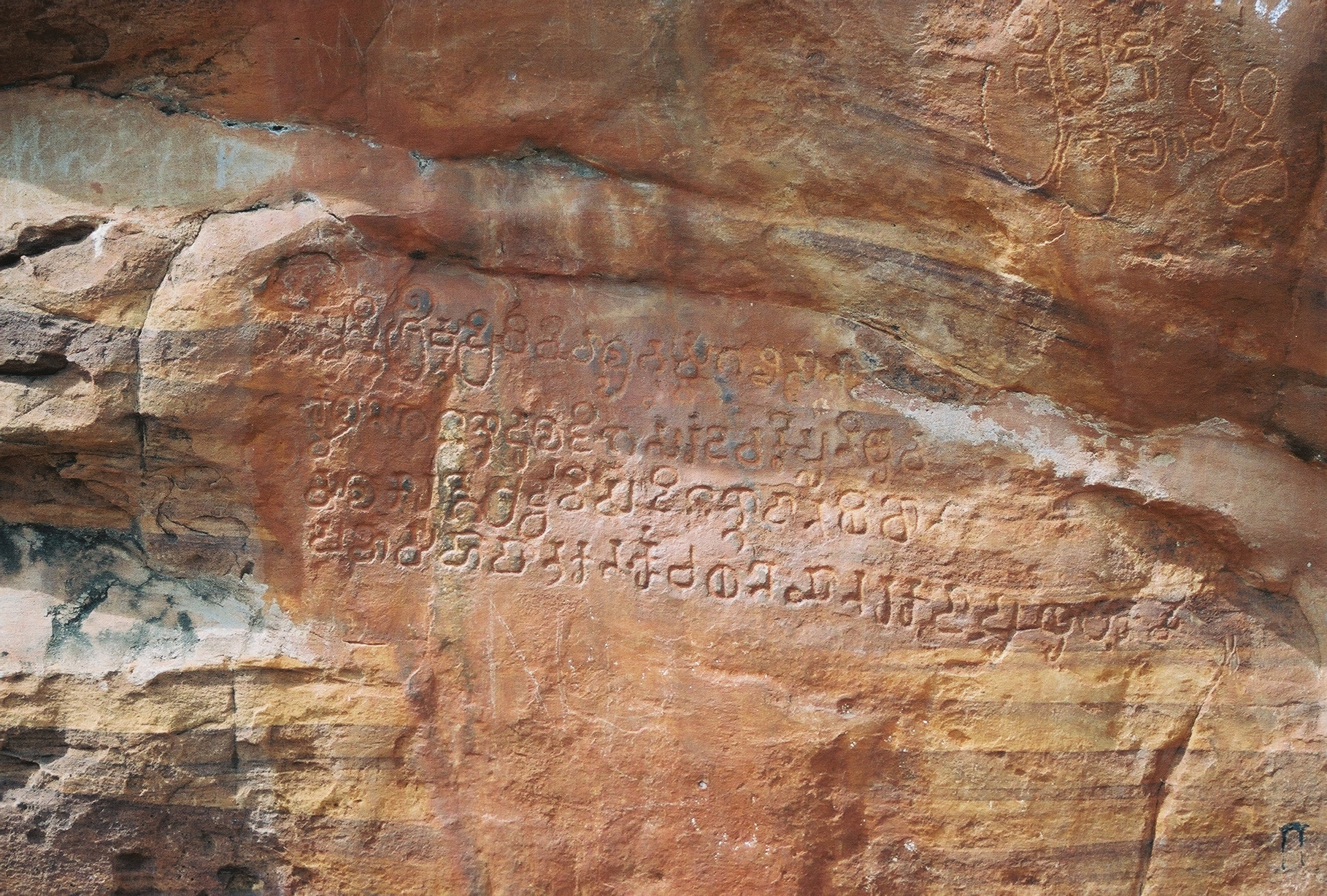
Vella inscripció kannada del rei Chalukya Mangalesa datada el 578 al temple de coves Badami nº 3

Badami té divuit inscripcions, entre ells algunes inscripcions són importants. La primera inscripció de sànscrit en escriptura Kannada antiga, es remunta al 543, del període de Pulakesi I (Vallabheswara); la segona és la inscripció de les coves de 578 de Mangalesa en llengua kannada i escriptura i el tercer són els registres de Kappe Arabhatta, la primera poesia kannada disponible en tripadi (metre de tres línies).; una inscripció prop del temple Bhutanatha, en una roca, demostra la victòria de Mamalla Pallava sobre els Chalukyes durant l'any 642. També té inscripcions que es remunten al segle xii al temple Jain tallat a la roca dedicat al Tirtankara Adinatha.

## Cultura
La llengua principal és el kannada. Els vestits de la població local són de cotó indi tradicional.

## Turisme

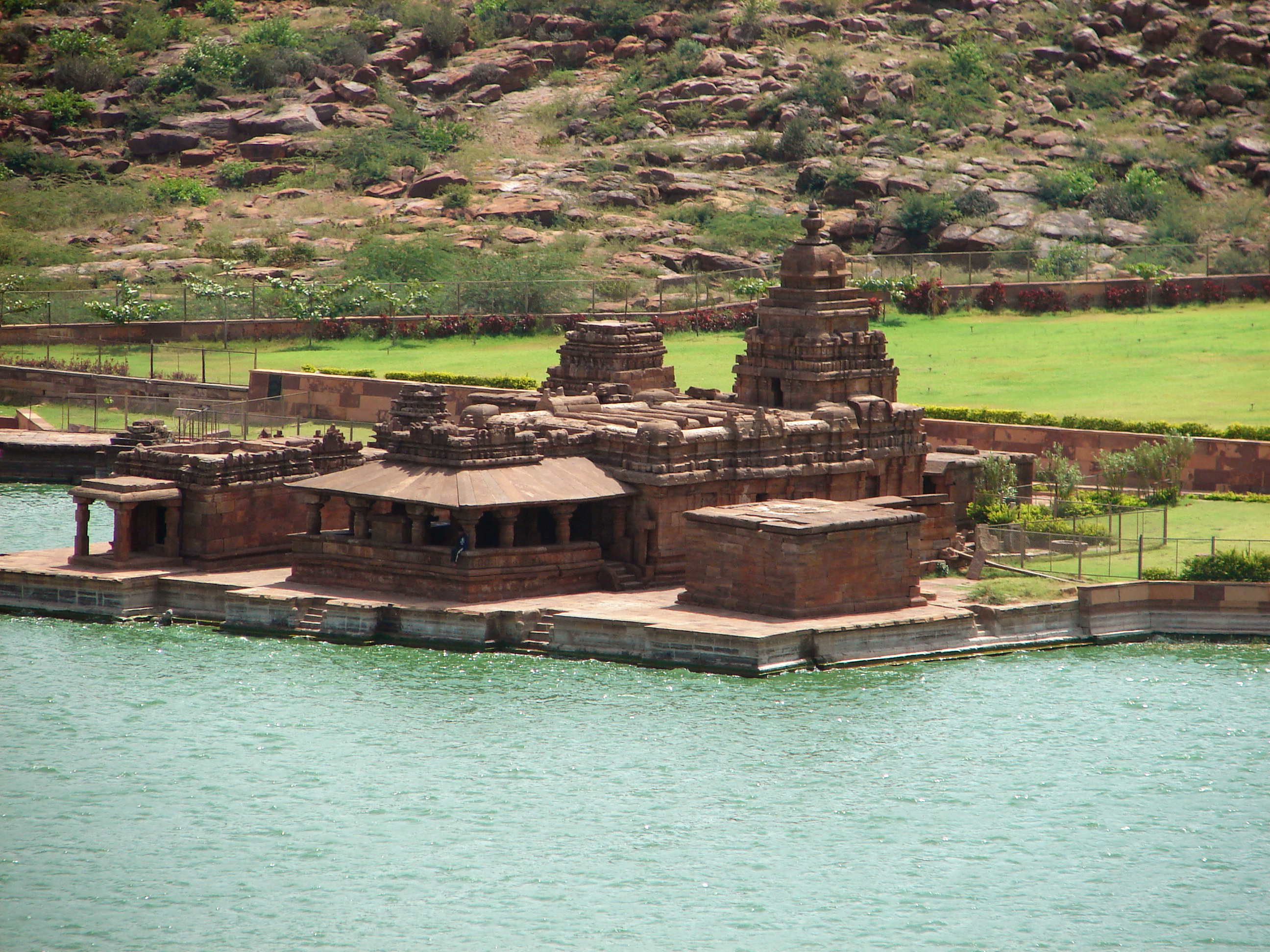
Grup de temples Bhutanatha al llac Agasythya

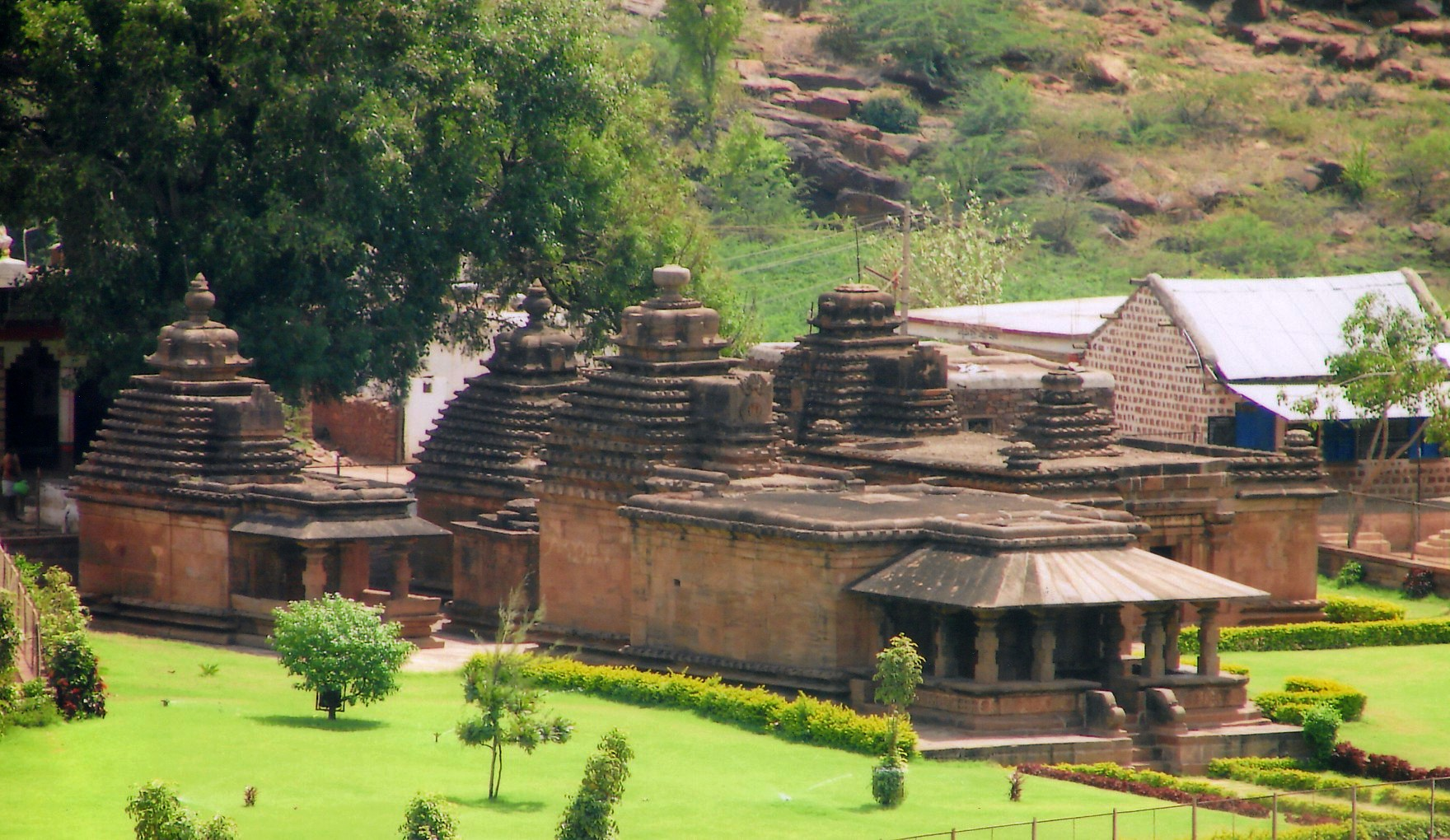
Grup de temples Mallikarjuna a Badami al districte de Bagalkot, Karnataka

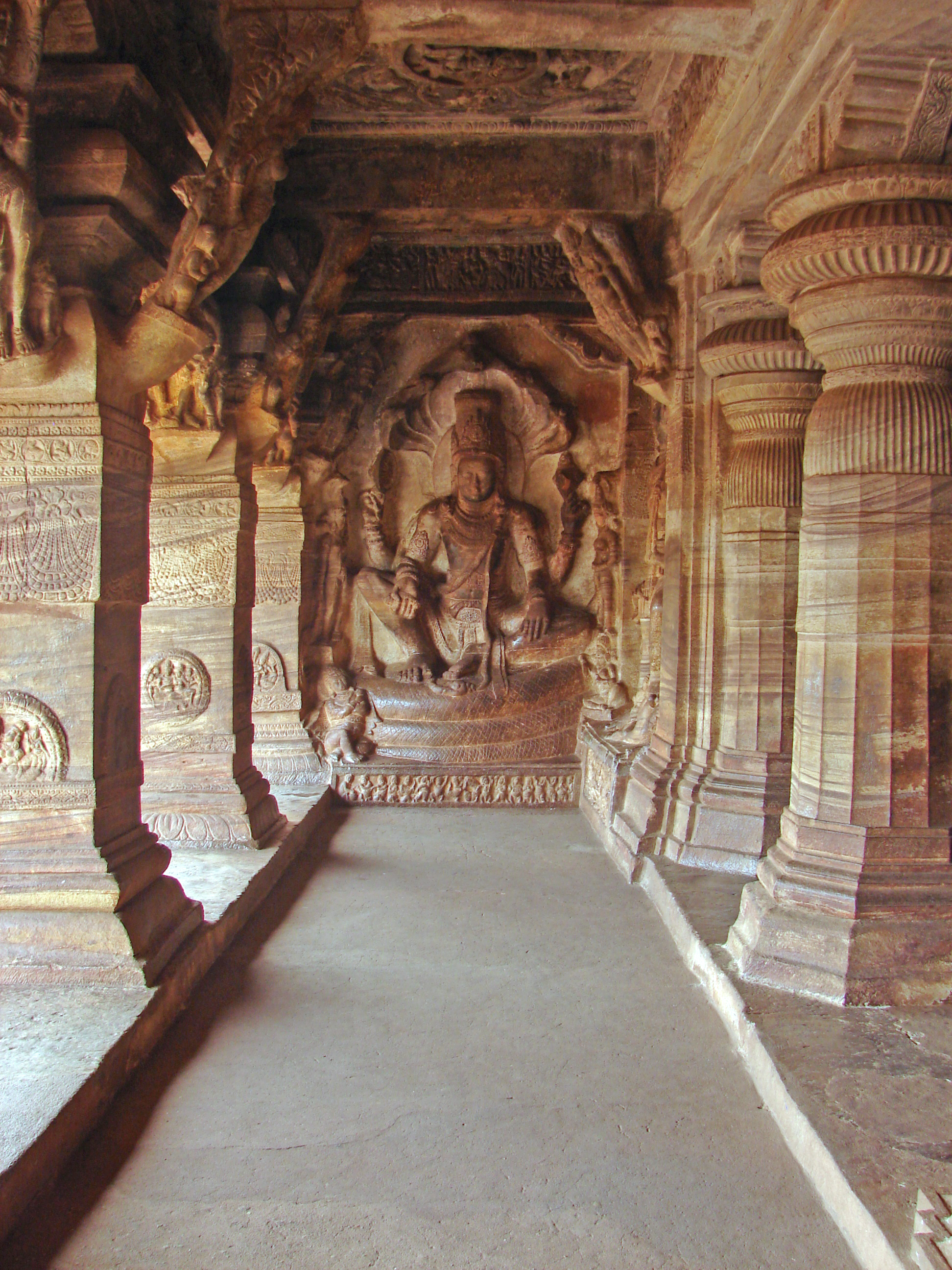
Imatge de Vishnu al temple de la Cova núm. 3

Les característiques de Badami inclouen temples en coves, portes, forts, inscripcions i escultures.
- Una cova budista en un lloc natural on es pot introduir només arrossegant-se a genolls.
- El temple Bhutanatha, un petit santuari encarat amb el llac, construït al segle v.
- El fort de Badami al cim del turó.
- Molts Shivalayas incloent-hi el Malegitti Shivalaya del segle VII.
- El temple de Dattatreya
- El temple de Mallikarjuna del segle XI
- a Dargah, una cúpula d'un lloc de culte islàmic al costat sud del fort.
- Vista sobre el Fort del Nord amb l'antiga ciutat sota
- Temple de Banashankari, a Kuldevta per a moltes famílies, està situat prop de Badami.
- Museu arqueològic, amb una col·lecció d'escultures de Badami, Aihole i Pattadakal.

### Temples a les coves
Badami és famós pels seus temples a les coves.
El temple 1 podria ser el més vell de Badami. És fet de rajola vermella i té un rebedor amb nombrosos pilars nombrosos i un santuari quadrat. Hi ha pintures de parelles fent l'amor al sostre. Altres elements inclouen Xiva i el seu consort Parvati i una serp cargolada i els 18 braços de Nataraja en 81 poses de ball.
El temple 2 està dedicat a Vishnu (amb l'encarnació de Trivikrama) 
El temple 3 data del 578. Inclou exemples d'art del Dècan, il·lustrant la culture i els vestits del segle vi. Hi ha alts relleus de Vishnu amb una serp, Vishnu com Narasimha, Varaha, Harihara i Trivikrama.
El temple 4 es refereix a sisena citació del jainisme.

## Geografia
Badami és a 15° 55′ N, 75° 41′ E / 15.92°N,75.68°E. Té una elevació mitjana de 586 metres. És a la boca d'un barranc entre dos turons rocosos i envoltada d'un dipòsit d'aigua anomenat Agastya en els tres altres costats. L'àrea total de la ciutat són 10,3 quilòmetres quadrats. Està situat 30 quilòmetres des de Bagalkot, a 128 quilòmetres de Bijapur (Karnataka), 132 quilòmetres des d'Hubli, 46 quilòmetres des d'Aihole, una altra antiga ciutat, i 500 quilòmetres des de Bangalore, la capital estatal.
La temperatura va des del mínim de 23 graus fins a 45 graus durant l'estiu i de 15 a 29 graus l'hivern. Les precipitacions de l'àrea són de 50 centímetres. El millor temps de visita és entre novembre i març. El clima fresc l'ha fet un refugi segur per a les mones de l'Índia del Sud. Els turistes sovint acudeixen a Badami per a l'oportunitat de veure que les mones interaccionant en un ambient natural. Hi ha fins i tot posicions en arbres, on es pot estar i tenir un àpat mentre les mones interaccionen bé més enllà del lloc.

## Economia
L'economia principal se centra al voltant de turisme de karnataka.

## Govern
És una ciutat (town) al districte de Bagalkot a l'estat de Karnataka, a l'Índia. és també capçalera de la taluka de Badami.

## Transport
El més pròxim aeroport és Belgaum aproximadament a 150 quilòmetres. Es troba a l'Hubli a la ruta ferroviària de Sholapur, i l'estació ferroviària és a 5 quilòmetres de la ciutat. També està connectat per carretera a Hubli i Bijapur. Badami és accessible des de Bangalore per autobusos cada 12 hores, o en un tren directe "Bijapur Express" o amb una combinació d'un viatge de trens nocturn des de Bangalore a Hospet seguit per un curt viatge en autobús des d'Hospet fins a Badami. Un altre viatge en tren podria ser des de Bangalore fins a Hubli i llavors una passejada d'autobusos a Badami (3 hores). Badami és a uns 130 km des d'Hubli. El transport local és per rickshaws, tongas i autobusos de ciutat.
Badami és al voltant de 150 km des d'Hospet que té una carretera decent. El viatge en cotxes ocupa al voltant de 4 hores des d'Hospet fins a Badami.

## Demografia
Al cens de 2001 de l'Índia, Badami tenia 25.851 habitants. Els mascles constitueixen un 51% de la població i les femelles un 49%. Badami té un índex d'alfabetització mitjà d'un 65%, més alt que la mitjana nacional d'un 59,5%; amb un 59% dels mascles i un 41% de femelles cultes. Un 14% de la població està per sota els 6 anys.

## Escalada
Els penya-segats de pedra de sorra vermells de Badami són populars entre escaladors locals i internacionals. És una gran localització d'esport d'escalada. Els penya-segats tenen sistemes d'escletxa horitzontals. Hi ha sobre 150 rutes difícils i rutes múltiples d'escalada lliure. Gerhard Schaar, un escalador Alemany i Pranesh Manchaiah, un escalador local de Bangalore, foren els que van establir les rutes com a part d'un projecte anomenat 'Baldes per a Bangalore'.